# WEKO Wohnen Unternehmensgruppe

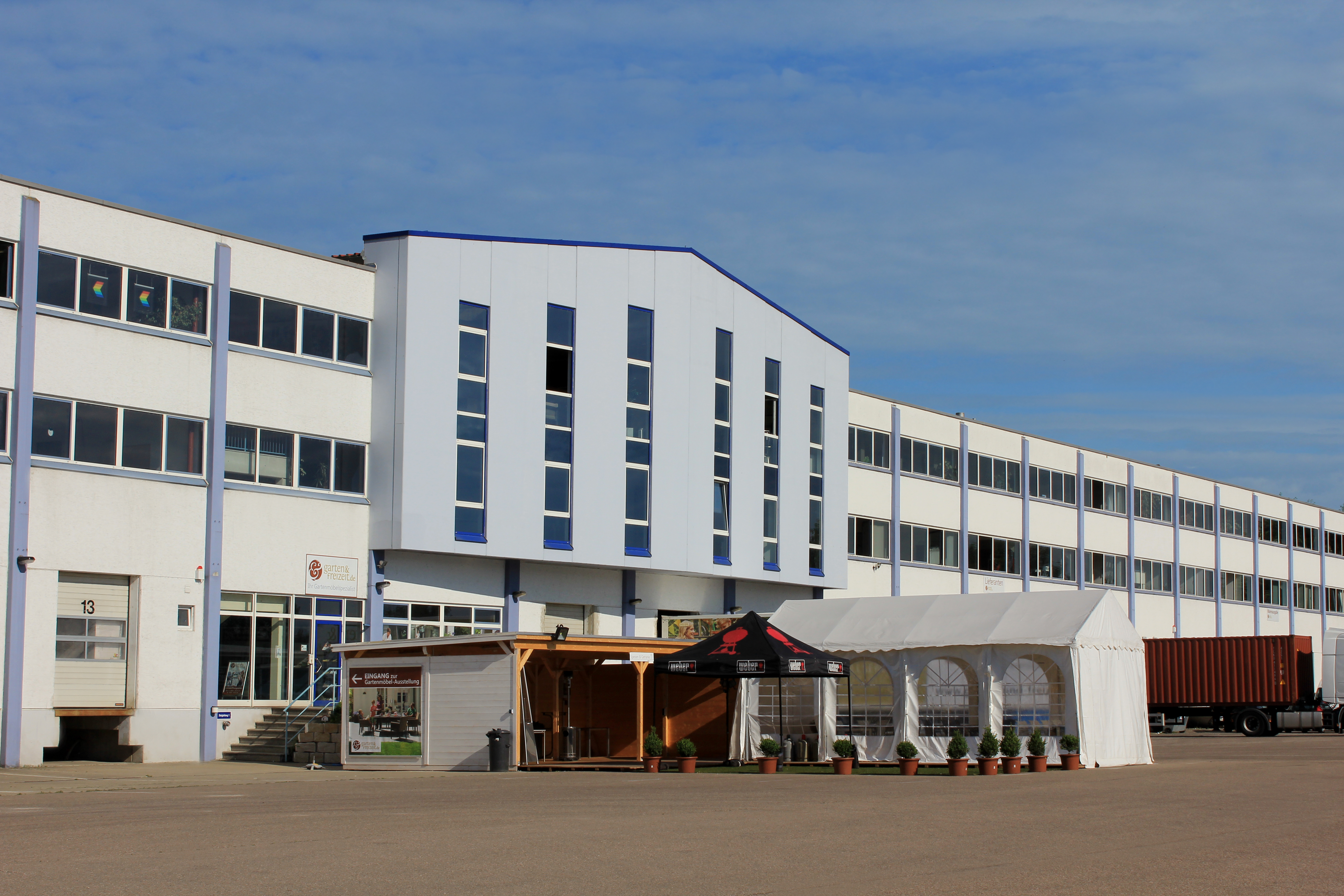
Garten-und-Freizeit Firmengebäude in Genderkingen

Die WEKO Wohnen Unternehmensgruppe besteht aus mehreren Einzelhandelsunternehmen in der Möbelbranche. Dazu gehören zwei Wohnkaufhäuser in Pfarrkirchen und Rosenheim, zwei SB-Möbeldiscountmärkte in Hebertsfelden und Rosenheim sowie drei Küchenfachmärkte in Pfarrkirchen, Rosenheim und Eching.
Die Gesellschaft hat ihren Hauptsitz in Pfarrkirchen im Landkreis Rottal-Inn.

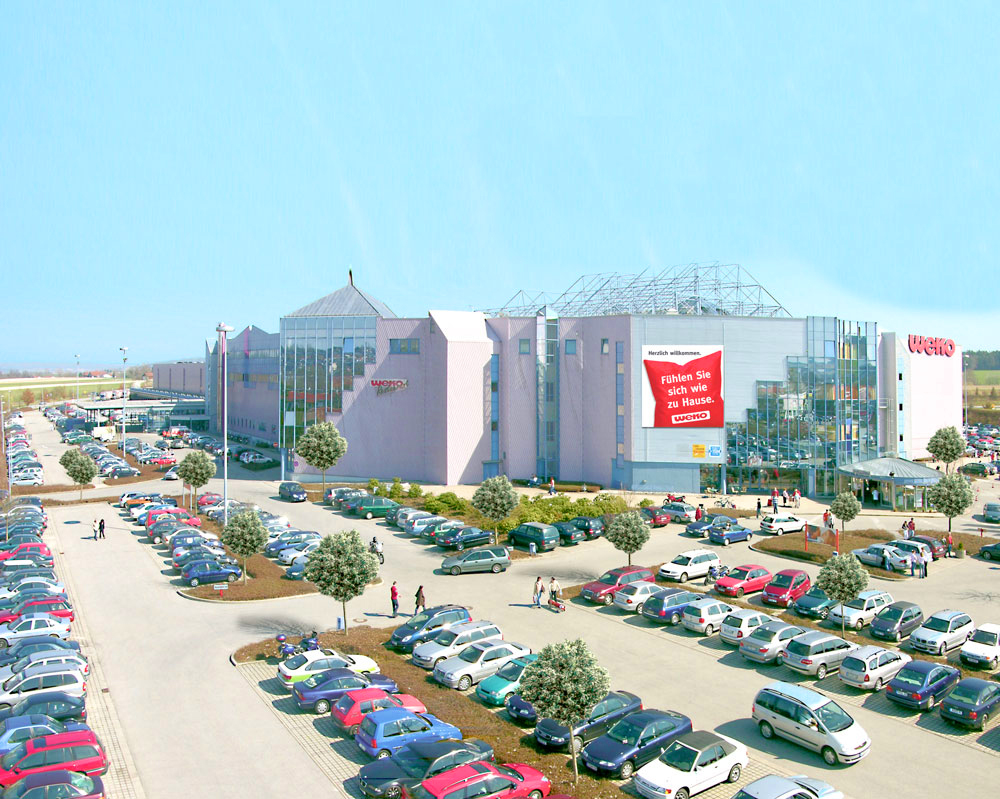
WEKO-Einrichtungshaus in Pfarrkirchen

Das Unternehmen ist ein Vollsortimenter im Bereich Wohnen und Einrichten. Sein Kernsortiment umfasst Möbel und Küchen unterschiedlichster Stilrichtungen. Zusätzlich bietet das Unternehmen auch Haushaltswaren und Wohnaccessoires an.

## Geschichte

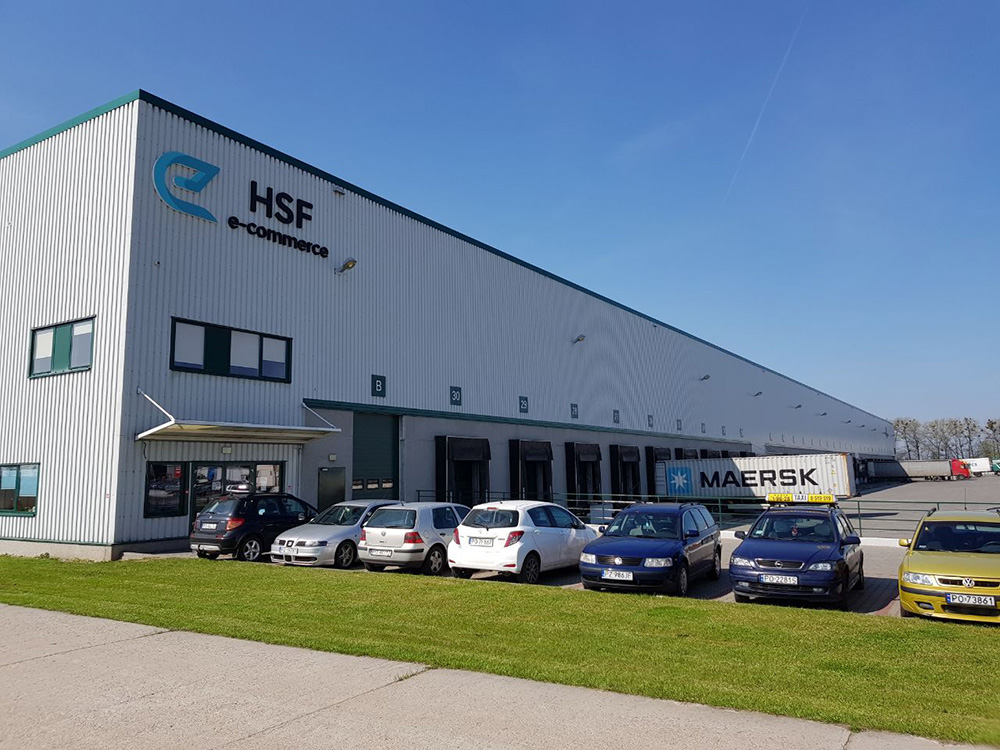
Zentrallager in Posen

1994 wurde dieser Standort zu klein für das Unternehmen. Da in Linden keine Erweiterungsmöglichkeit bestand, errichtete Helmut Weber ein neues Einrichtungshaus in Pfarrkirchen. Am 4. August 1994 wurden die insgesamt 68.000 m² Geschäftsfläche, davon über 30.000 m² Ausstellungsfläche, eröffnet. 450 Mitarbeiter waren zu diesem Zeitpunkt im Unternehmen tätig.
Am ehemaligen WEKO-Standort in Linden entstand 1995 ein Sonderpostenmarkt mit SB-Möbelsortiment und hat 40 Mitarbeitern.

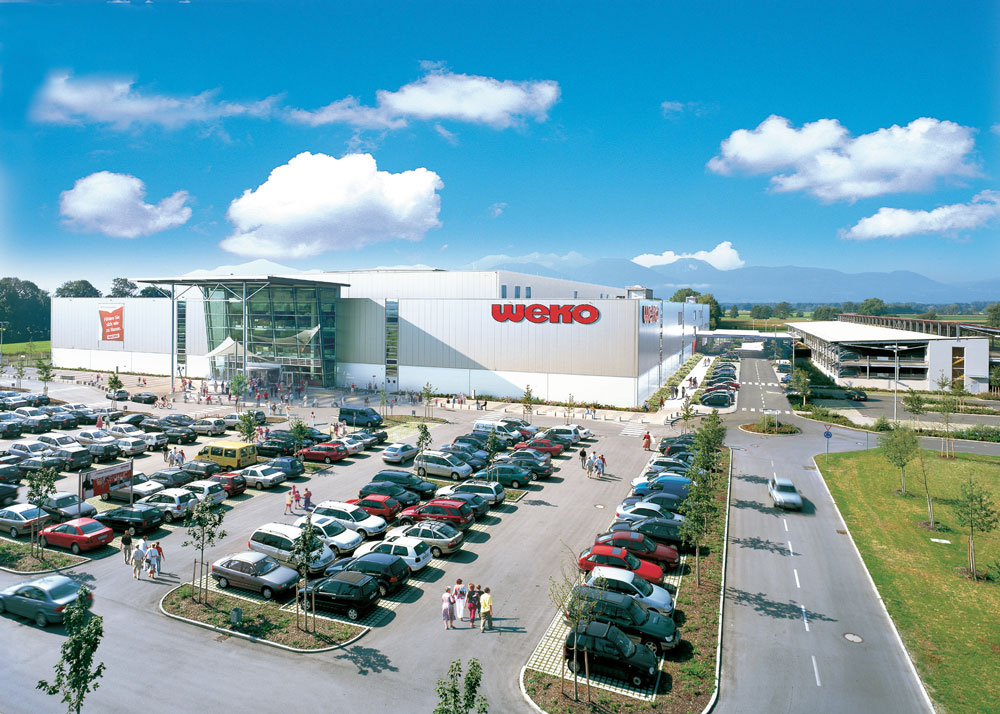
WEKO-Einrichtungshaus in Rosenheim

 2009 eröffnete der zweite Sonderpostenmarkt in Rosenheim mit 5500 m² Ausstellungsfläche und 23 Mitarbeitern.
Am 18. Dezember 2003 eröffnete WEKO einen zusätzlichen Standort in Rosenheim mit 30.000 m² Ausstellungsfläche und 380 Mitarbeitern. Die Geschäftsfläche in Rosenheim ist 66.000 m² groß. 2011 gab es an einer geplanten Sortimentserweiterung Kritik durch den Rosenheimer Einzelhandel.
Im November 2009 wurde der erste WEKO-Küchenfachmarkt in Eching mit 120 Musterküchen auf 5.000 m² Ausstellungsfläche eröffnet.
Am WEKO-Standort in Pfarrkirchen entstand 2014 neben dem Hauptgebäude der bis dato großflächigste Küchenfachmarkt in Bayern mit 120 Küchen auf rund 5000 m² Ausstellungsfläche.
Im September 2014 stieß die HS Fachmarkt Vertriebs-GmbH (heute: Raumschmiede GmbH) mit dem Onlineshop für Garten- und Freizeitmöbel, Garten-und-Freizeit.de, zur WEKO-Unternehmensgruppe. Das in Genderkingen ansässige Unternehmen betreibt neben Garten-und-Freizeit.de seit Sommer 2017 mit Piolo.de auch einen Online-Shop für Indoormöbel. 2018 ging der österreichische Webshop Garten-und-Freizeit.at live.
Zum 1. Januar 2019 übernahm die HS Fachmarkt Vertriebs-GmbH die Möbel im Netz GmbH aus dem schwäbischen Heubach, die Online-Shops Betten.de und Betten.at betrieb. Zur WEKO-Unternehmensgruppe kam damit ein weiterer Standort, erstmals in Baden-Württemberg, dazu.
Im Sommer 2019 erfolgte die Umfirmierung der HS-Fachmarkt Vertriebs-GmbH zur Raumschmiede GmbH. Die Raumschmiede GmbH beschäftigt (Stand: Februar 2020) insgesamt 180 Mitarbeiter. 
An beiden Standorten der Raumschmiede GmbH gibt es zudem stationäre Verkaufsausstellungen. Der Showroom in Genderkingen umfasst 2.000 m². In Heubach gibt es ein ca. 350 m² großes Bettenstudio.  
Die Logistik für alle drei Shops erfolgt ebenfalls von zwei Standorten aus. Neben der Abwicklung am Firmensitz in Genderkingen (Lagerfläche 14.000 m²), erfolgt seit 2018 der Versand auch durch die HSF E-commerce sp. z o.o., einer 100%igen Tochter der Raumschmiede GmbH. Der Logistikdienstleister im polnischen Sady bei Posen verfügt über 26.000 m² Lagerfläche und hat sich vor allem auf die Möbellogistik spezialisiert.  